# Operophtera
Az Operophtera a rovarok (Insecta) osztályának lepkék (Lepidoptera) rendjébe, ezen belül a valódi lepkék (Glossata) alrendjébe és az araszolók (Geometridae) családjába tartozó nem.

## Rendszerezés
A nembe az alábbi 5 faj tartozik:
- Operophtera bruceata (Hulst, 1886)
- kis téliaraszoló (Operophtera brumata) (Linnaeus, 1758)
- Operophtera brunnea Nakajima, 1991
- Operophtera fagata (Scharfenberg, 1805)
- Operophtera vulgaris Nakajima, 1991

## Képek

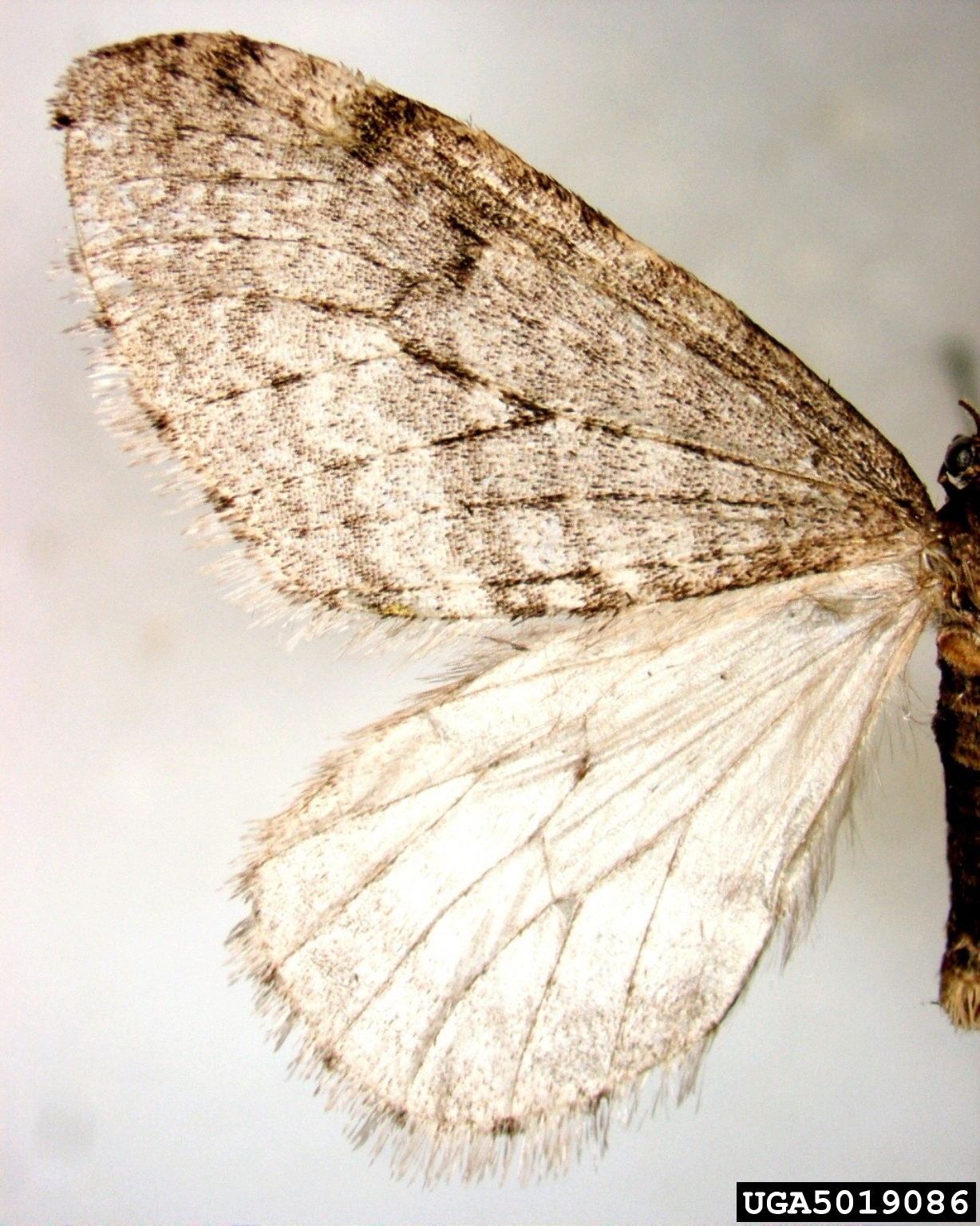
Operophtera bruceata
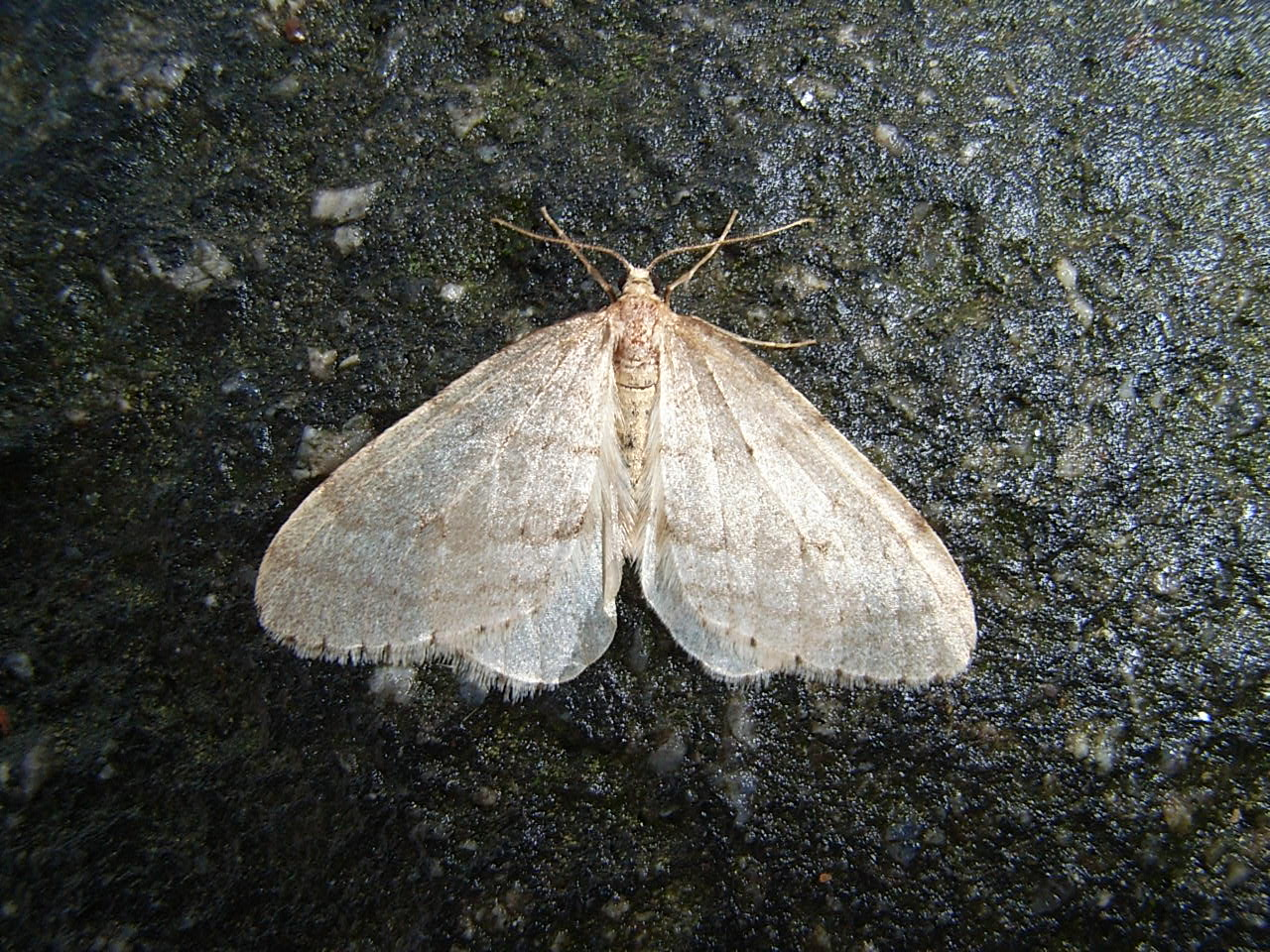
Operophtera fagata